# 拉扎扎德體育場

拉扎扎德體育場是一座位於伊朗阿爾達比勒的全座位室內體育館。他建於2006年，可容納6000人。體育場是以奧運金牌得主和世界紀錄舉重運動員海珊·拉扎扎德命名。

## 賽事
2017年亞洲U23男子排球錦標賽

## 外部連結
- Poushesh Gostar Engineering Group Profile